# خان أسعد باشا (حماة)
خان أسعد باشا ويقع في شارع المرابط بالقرب من باب البلد في مدينة حماة. وبناه أسعد باشا العظم في عام 1153هـ/1740م.

## وصلات خارجية
- الخانات في سوريا
- خان أسعد باشا